# Konsulat Danii w Gdańsku

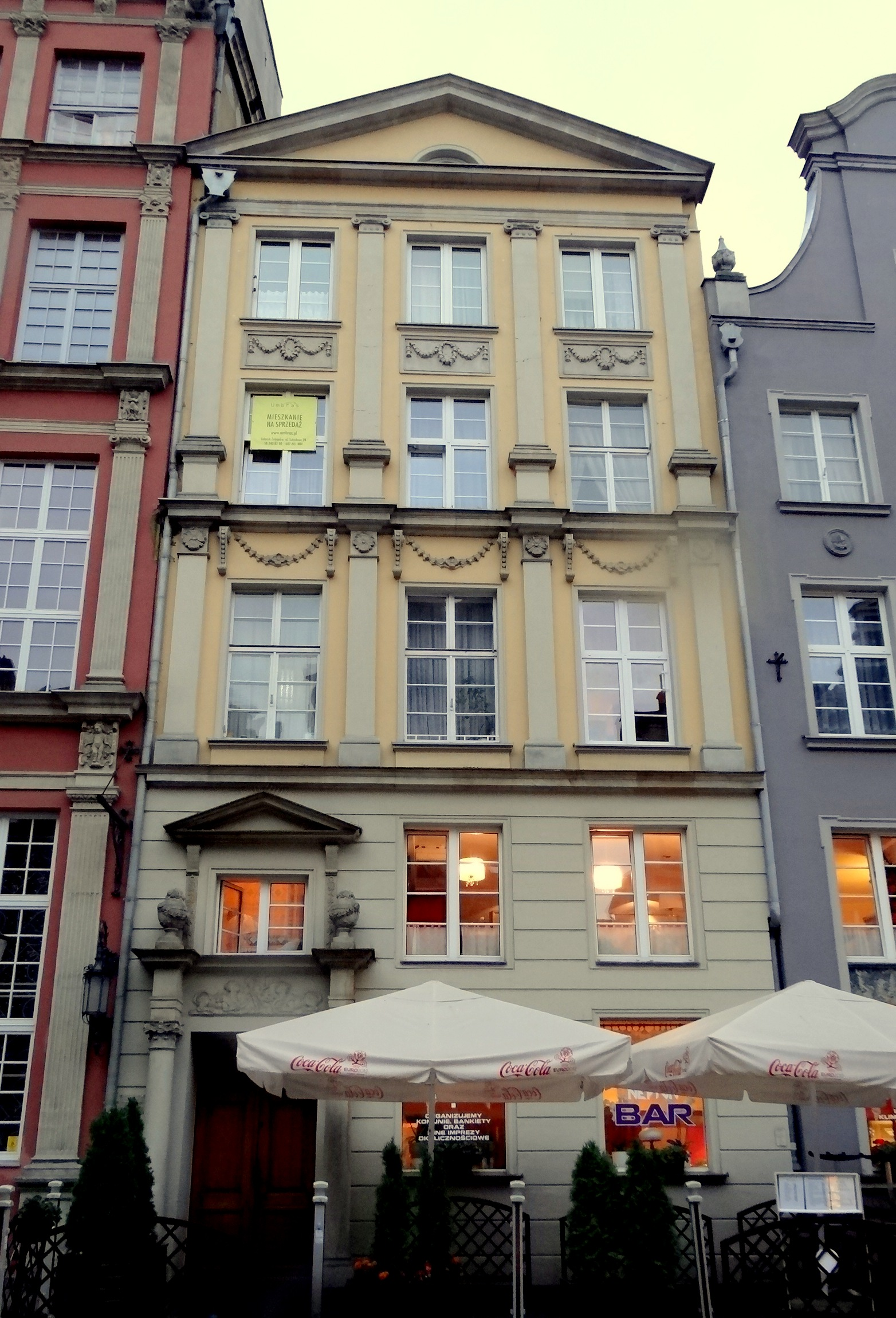
b. siedziba Konsulatu Danii przy ul. Długiej 34 (1914-1920)

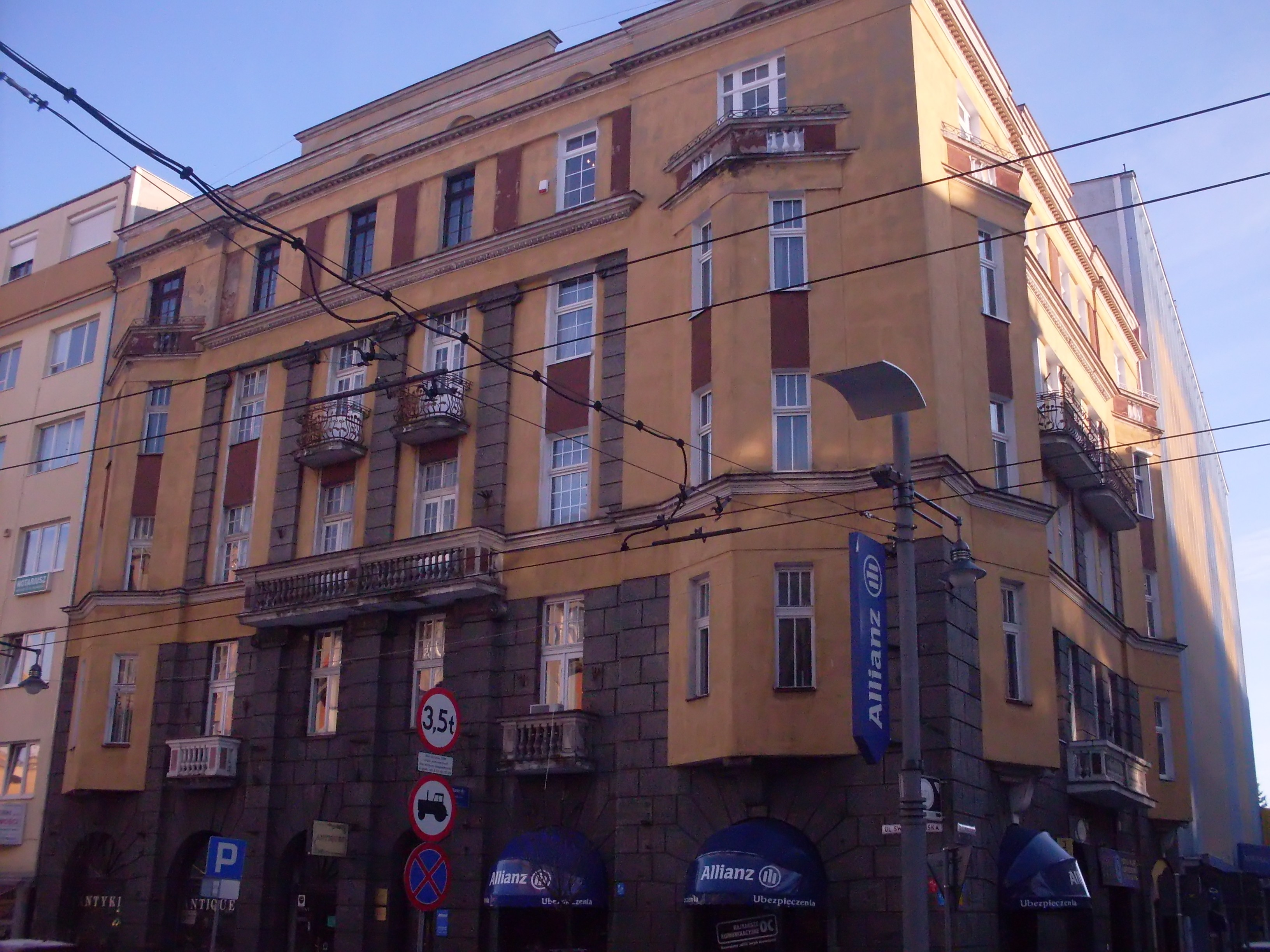
b. siedziba Konsulatu Danii w Gdyni przy ul. Świętojańskiej 9 (1931-1939)

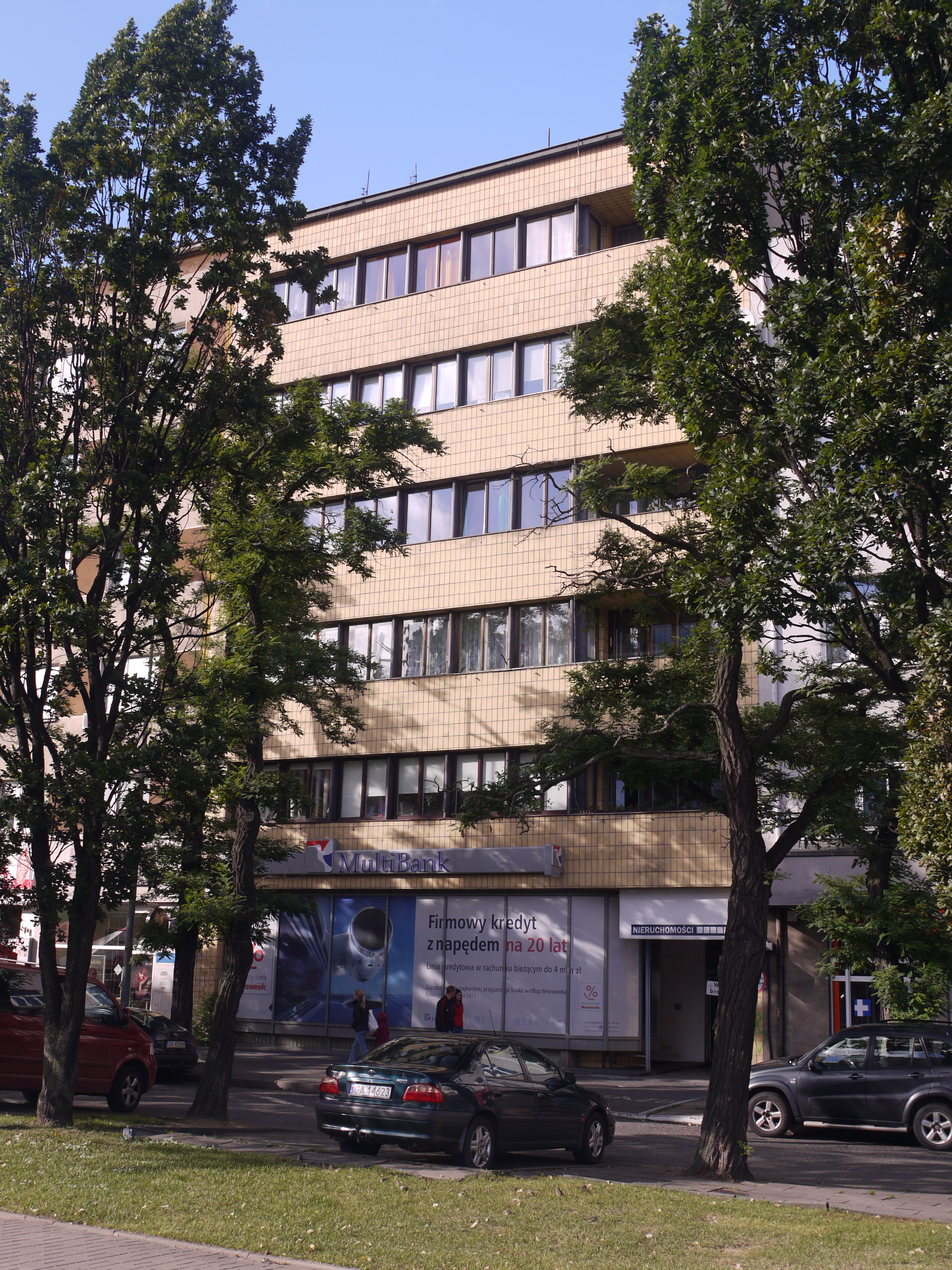
b. siedziba Konsulatu Danii w Gdyni przy Skwerze Kościuszki 16 (1946-1954)

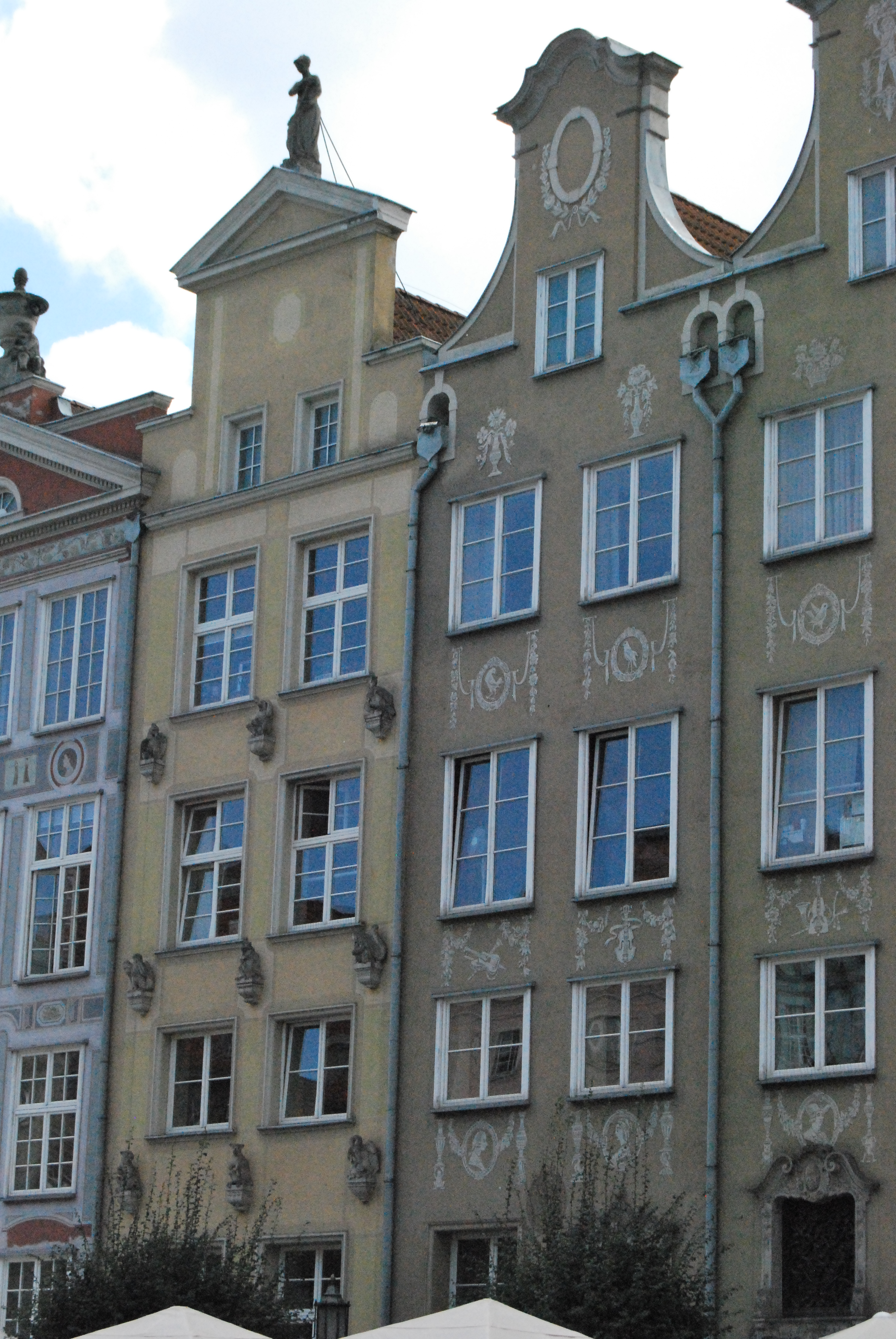
b. siedziba Konsulatu Danii w Gdańsku przy Długim Targu 1-7 (1993-2012)

Konsulat Danii w Gdańsku (duń. Danske konsulat i Gdansk, niem. Konsulat von Dänemark in Danzig) – duńska placówka konsularna mieszcząca się na przemian w Gdańsku i Gdyni.
Początkowo, od 1625, w Gdańsku byli akredytowani rezydenci króla duńskiego; konsulat funkcjonuje od 1770. W okresie międzywojennym reprezentował też Islandię.
Po II wojnie światowej, w 1946, konsulat otwarto ponownie z siedzibą w Gdyni, przez szereg lat w Gdańsku, zaś od 2012 po raz kolejny w Gdyni.

## Kierownicy urzędu
- 1625-1644 - Francis Gordon, rezydent (ok. 1600-1644)[3]
- 1650-1656 - Vitus Bremer, agent
- 1656-1658 - Henrik Matthesius, agent/komisarz (-1681)
- 1658–1661[4] – Melkior Røthling, rezydent (-1676)
- 1659-1660 [1664] - Jakob de la Porte, komisarz (1620-1668)
- 1673-1674 - Fabian Gustmeyer, rezydent/komisarz (-1678)[5]
- 1683-1708[6] - Jakob Riese, komisarz
- 1701-1712 - Johann Braschmann, komisarz (-1717)
- 1712-1718 - Abraham Rutgers, komisarz (-1718)
- 1718-1723 – Christian Martin de Friese/Frijse, rezydent/komisarz
- 1725- - Samuel Gottlieb Walther, agent
- 1731-1740 - Jens Matthias Wagaard, konsul Danii i Norwegii (ur. po 1675)[7]
- 1738-1742 - Johan Andreas von Engel, konsul Danii i Norwegii
- 1741-1742 - Johan Philip Scheuetz, konsul Danii i Norwegii
- 1742-1759 - Johann Brandt, konsul Danii i Norwegii[8]
- 1762-1775 - Nikolaj Henrik Kuur, rezydent i konsul Danii i Norwegii (1723-1775)[9][10]
- 1775-1776 - Karl Fredrik v. Ferber, rezydent (-1776)[11]
- 1777-1779 - Joseph Peter Texier, rezydent i konsul (1738-1818)[12]
- 1781-1809 - Jens Koustrup, rezydent/konsul (1728-1815)
- [1805], 1818-1821 – Johann Carl Ludwig Fromm, agent konsularny/konsul (1752–1822)
- 1821-1837 - Carl August Wilhelm Fromm, konsul (1786–1837)
- 1836-1844 – Friedrich Böhm, konsul (1803-1844)
- 1844-1876 – Gustav Georg Lindhberg, wicekonsul/konsul (1814-1896)
- 1877-1891 – Adam Vilhelm Müller, konsul Danii, Szwecji i Norwegii (1842-1891)
- 1892-1903 – Archibald Yorck, konsul (1832-1903)
- 1904-1912 – Peter Müller, konsul (1868-1935)
- 1912-1921 – Richard Marx, konsul (1867–1935)
- 1921 – Bent Falkenstjerne, konsul generalny (1884-1964)
- 1922-1936 – Harald Koch, konsul generalny/konsul (1878-1936)
- 1936-1937 – Theodor West, wicekonsul (1872-)
- 1937-1945[13] – Holger Ditlev Schrader, konsul (1889-1971)
- 1946-1953 - Carl Oscar Thorbjørnsen, konsul honorowy w Gdyni (1881-1962)
- 1968-1969 - Arne Ivarsson Woldmar, konsul honorowy Szwecji, Norwegii i Danii w Gdańsku (1914-1989)
- 1969-1970 - Kurt Gunnar Wik, konsul honorowy Szwecji, Norwegii i Danii w Gdańsku (1916-1994)
- 1970-1971 - Pentti Kristian Lerkki, konsul Finlandii i Danii w Sopocie (1936-1993)[2]
- 1971-1974 - pastor Nils-Göran Wetterberg, agent konsularny Szwecji i Danii w Gdyni (1933-)
- 1974–1977 - pastor Lars Franzén, agent konsularny Szwecji i Danii w Gdyni
- 1977-1978 - pastor Lars Edvin Nilsing, agent konsularny Szwecji i Danii w Gdyni (1942-)
- 1979-1982 - pastor Bo Anders Johansson, agent konsularny Szwecji, Danii i Norwegii w Gdyni (1946-)
- 1982-1984 - pastor Bo Gustav Hansson, agent konsularny Szwecji, Danii i Norwegii w Gdyni (1952-)
- 1984-1993 - pastor Karl-Gustav Nōjd, agent konsularny Szwecji, Danii i Norwegii w Gdyni (1935-1993)
- od 1993 - Julian Franciszek Skelnik, konsul honorowy w Gdańsku, od 2012 w Gdyni (1954-)[14]

## Siedziba
- Jopengasse 559, ob. ul. Piwna 4 (1831-1836)[2],
- Hundegasse 253, ob. ul. Ogarna 32 (1839),
- Hundegasse 122 (1867),
- Milchkannengasse 32-33, ob. ul. Stągiewna (1870-1876),
- Ankerschmiedegasse 11, ob. ul. Kotwiczników (1878),
- Lastadie 37, ob. ul. Lastadia (1880-1897),
- Milchkannengasse 28 (1898-1902),
- Lastadie 37-38 (1903-1912),
- Langgasse 34, ob. ul. Długa (1914-1920), w siedzibie Danziger Privat-Actien-Bank,
- Langgasse 33 (1921),
- Langgasse 73 (1922-1932),
- Elisabethwall 7, ob. Wały Jagiellońskie (1933-1939),
- Broschkischer Weg 18, ob. ul. Wiślna (1939-1942)

- Gdynia, w Kamienicy Władysława Budyna przy ul. Świętojańskiej 9 (1931-1939)

- Gdynia, w Kamienicy Adama Jurkowskiego przy ul. Skwer Kościuszki 16 (1946-1954)
- Gdynia, ul. Jana z Kolna 25 (1968-1969)
- Gdańsk, al. Grunwaldzka 5 (1969-1970)
- Sopot, ul. Żeromskiego 12 (1970-1971)
- Gdynia, ul. Jana z Kolna 25
- Gdańsk, ul. Piwna 36-39 (1993)
- Gdańsk, ul. Długi Targ 1-7 (1993-2012)
- Gdynia, ul. Legionów 37 (2012-)